# Rakpas
Rakpas (en rus: Ракпас) és un poble (un possiólok) de la República de Komi, a Rússia, segons el cens del 2010 tenia 665 habitants.